# Communauté de communes des Hauts Champs
Die Communauté de communes des Hauts Champs ist ein ehemaliger französischer Gemeindeverband mit der Rechtsform einer Communauté de communes im Département Vosges in der Region Grand Est. Sie wurde am 30. Dezember 1992 gegründet und umfasste fünf Gemeinden. Der Verwaltungssitz befand sich im Ort Saint-Michel-sur-Meurthe.

## Historische Entwicklung
Mit Wirkung vom 1. Januar 2017 fusionierte der Gemeindeverband mit
- Communauté de communes de Saint-Dié-des-Vosges,
- Communauté de communes Fave, Meurthe, Galilée,
- Communauté de communes du Pays des Abbayes,
- Communauté de communes de la Vallée de la Plaine und
- Communauté de communes du Val de Neuné

und bildete so die Nachfolgeorganisation Communauté d’agglomération de Saint-Dié-des-Vosges.
Trotz der Namensähnlichkeit mit einer der Vorgängerorganisationen handelt es sich um eine Neugründung mit anderer Rechtspersönlichkeit.

## Ehemalige Mitgliedsgemeinden
1. La Bourgonce
2. Nompatelize
3. Saint-Michel-sur-Meurthe
4. La Salle
5. La Voivre